# ناظمی
ناظمی یک نام خانوادگی‌ست. افراد شاخص با این نام از این قرارند:
- محمود ناظمی : تاجر و از نوادگان حاج حسین ناظم التجار

کوپال ناظمی: داور ایرانی فوتبال است.
- مازیار ناظمی: مجری و خبرنگار صداو سیمای جمهوری اسلامی ایران است
- گلاره ناظمی: داور ایرانی فوتسال بانوان و آقایان است.
- امیر ناظمی: پژوهشگر ایرانی حوزه سیاست‌گذاری فناوری،
- محمد ناظمی اردکانی: سیاستمدار
- افشین ناظمی: بازیکن اسبق تیم‌های سپیدرود رشت و استقلال رشت
- لطیف ناظمی: شاعر و منتقد ادبی است.
- پوریا ناظمی: روزنامه‌نگار، نویسنده، مترجم و مروج علم است.